# HD 63744
HD 63744，又名CD-46 3451，SAO 219018、HR 3046，是一颗恒星，视星等为4.71，位于銀經260.73，銀緯-10.66，其B1900.0坐标为赤經7h 45m 21.6s，赤緯-46° -10.66′ 31″。